# Заговор Кинадона
 Заговор Кинадона (398 год до н. э., Спарта) — заговор, организованный спартанцем Кинадоном (др.-греч. Κινάδων) в союзе с периэками и илотами, с целью государственного переворота. Заговор был раскрыт.

## История заговора
О заговоре современной науке известно благодаря сочинению Ксенофонта.
Летом 399 г. до н. э., во время жертвоприношений, совершаемых царем Агесилаем, прорицатель сообщает ему о готовящемся заговоре. Через некоторое время эфорам поступил донос о заговоре, в котором было указано имя руководителя заговора, его звали Кинадон.

## Причины заговора
Одной из самых главных причин заговора является политический кризис, который разразился в Спарте после окончания Пелопоннесской войны. Этот кризис включал в себя следующие факторы: борьба за престол и последующая узурпация власти Агесилаем; опала Лисандра (существует версия о том, что ядро заговора состояло из бывших его сподвижников).

## Социальный состав заговорщиков
По свидетельству Ксенофонта, руководители заговора явно не были людьми из народа. Скорее всего, это тайное общество состояло преимущественно из спартиатов, так как заговорщики имели своё оружие. А как известно, оружие могли носить только граждане.
Неясным остается вопрос, связанный с социальным положением самого руководителя заговора. У Ксенофонта мы находим информацию о том, что он не принадлежал к сословию «равных», которые относились к политической элите спартанского общества. Более менее точно можно сказать, что он был спартанским гражданином.
Также среди видных участников заговора Ксенофонт называл прорицателя Тисамена.

## Ход событий
Как только эфорам стало известно о заговоре, они принимают решение изолировать Кинадона, тем самым лишив заговорщиков лидера.
Кинадона было решено послать в Авлон (Северная Мессения), для того, чтобы он доставил авлонитов и илотов. Ксенофонт поясняет эту причину тем, что Кинадону уже неоднократно поручали эту миссию. В Авлон Кинадон был отправлен совместно с подчиненными главному гиппагрету «юношами», которые были осведомлены о заговоре.
По прибытии в Авлон Кинадон был арестован. Он сознался в организации заговора, а также назвал имена соучастников. Когда Кинадона спросили о причине, по которой он решил организовать заговор, он ответил, что «затеял заговор из желания быть не ниже всякого другого в Лакедемоне».
У Ксенофонта сведений о казни заговорщиков нет. Однако греческий писатель Полиен писал о том, что эфоры приказали убить всех, чьи имена были названы Кинадоном. Сам же доносчик был оставлен в живых.

## Итоги
Для консолидации всех сословий правительство Спарты объявляет о начале войны. В Малую Азию вместе с Агесилаем отправляются 2 тыс. неодамодов, которые являлись наиболее «взрывоопасной» частью населения.